# Экспедиция Надир-шаха в Синд
Экспедиция Надир-шаха в Синд — одна из последних кампаний Надир-шаха во время его Индийского похода. После победы над Мухаммад Шахом, Великим Моголом, Надир заставил его уступить ему все земли к западу от реки Инд. Возвращение Надира в этот регион из Дели было встречено всеми губернаторами вновь присоединенных территорий, за исключением Худояр-хана, правителя Синда, который демонстративно отказался явиться к Надиру и засвидетельствовать свою верность, рассчитывая, что персы не рискнут выступить против него через Гиндукуш.
Однако Надир все-таки проделал тяжелый путь через горы Гиндукуша в 1700 км, занявший 2 месяца. Изумленный Худояр-хан был застигнут врасплох и не мог собрать силы, чтобы противостоять персам, учитывая неожиданное появление их армии, а также быстроту продвижения Надира через Синд. Деморализованный Худояр-хан сдался и был заточен в тюрьму, а все его богатство, в том числе казну, конфисковали. После публичного покаяния и принесения клятвы верности Надир восстановил Худояр-хана в качестве правителя провинции Синд.